# Третє Єврейське кладовище (Одеса)
Третє Єврейське кладовище —  розташоване на самому початку Київської траси. Площа — близько 23 га. Створено у 1905 році. На початку ХХ століття на єврейських кладовищах Одеси вже не вистачало місць для поховань. І тому постановою Одеської міської думи №12 від 27 червня 1905 року дозволено було відвести під 3-й Єврейський цвинтар 11 десятин 286 квадратних сажнів міської землі біля села Крива балка. Так само, як і на нещодавно відкритому неподалік 3-му Християнському цвинтарі, тут планували ховати представників збіднілих верств населення. Одразу було зазначено, що 80% відведеної землі буде використано для безкоштовних поховань. При цьому поряд залишили понад 22 десятини незабудованої землі для подальшого розширення єврейського некрополя. Того ж року цвинтар почав функціонувати.
Налічує близько 50 тисяч поховань. Нині поховання рідкісні оскільки багато євреїв покинули Україну. На Третє єврейське кладовище з знищеного Другого єврейського кладовища перенесли кілька приватних поховань, Меморіал жертв погрому 1905 року і кілька могил одеських рабинів.